# Dewey-Humboldt
Dewey-Humboldt és una població dels Estats Units a l'estat d'Arizona. Segons el cens del 2007 tenia 3.774 habitants.

## Demografia
Segons el cens del 2000, Dewey-Humboldt tenia 6.295 habitants, 2.795 habitatges, i 2.023 famílies La densitat de població era de 106,1 habitants/km².
Dels 2.795 habitatges en un 16,8% hi vivien nens de menys de 18 anys, en un 63,8% hi vivien parelles casades, en un 5,3% dones solteres, i en un 27,6% no eren unitats familiars. En el 23% dels habitatges hi vivien persones soles el 13,9% de les quals corresponia a persones de 65 anys o més que vivien soles. El nombre mitjà de persones vivint en cada habitatge era de 2,25 i el nombre mitjà de persones que vivien en cada família era de 2,59.
Per edats la població es repartia de la següent manera: un 16,8% tenia menys de 18 anys, un 4% entre 18 i 24, un 16,3% entre 25 i 44, un 31,4% de 45 a 60 i un 31,4% 65 anys o més.
L'edat mediana era de 54 anys. Per cada 100 dones de 18 o més anys hi havia 93,9 homes.
La renda mediana per habitatge era de 36.839 $ i la renda mediana per família de 41.232 $. Els homes tenien una renda mediana de 35.446 $ mentre que les dones 22.484 $. La renda per capita de la població era de 20.326 $. Aproximadament el 4,8% de les famílies i el 8,7% de la població estaven per davall del llindar de pobresa.

## Poblacions més properes
El següent diagrama mostra les poblacions més properes.